# Sant Julià del Llor (Torrefeta)
Sant Julià del Llor és una església de Torrefeta i Florejacs (Segarra) que es troba fora del portal d'entrada de la vila closa del poble del Llor. És una obra inclosa a l'Inventari del Patrimoni Arquitectònic de Catalunya.

## Història
Tot i que és segur que existia des de molt abans, la primera referència directa de l'església data de l'any 1176, en una escriptura relacionada amb el temple de Sant Salvador de Tarroja, en la qual apareix signant com a testimoni un tal Pere «capellani dez Lor». L'església de Llor és esmentada explícitament els anys 1194 i 1195; consta que en aquest moment el paborde de la canònica de Solsona feia la provisió del rector, d'acord amb el bisbe d'Urgell. Aquesta circumstància, però, no és recollida en les butlles papals del segle xii que confirmaven els drets de la canònica de Santa Maria de Solsona. La parròquia de Llor, integrada dins el deganat d'Urgell, contribuí amb 25 sous barcelonesos a la dècima de la diòcesi d'Urgell de l'any 1391. Depenien eclesiàsticament de Sant Julià de Llor les esglésies de Sant Julià del Far i de Santa Maria de Castellmeià.
Procedent d'aquesta església es conserva al Museu Diocesà de Solsona el sepulcre gòtic d'Hug de Copons i Rajadell, senyor de Llor, mort el 1354 a Sardenya on va lluitar amb el rei Pere el Cerimoniós. Les despulles d'Hug de Copons es van situar en un primer moment al castell del Llor. Posteriorment es van traslladar a l'església de Sant Julià, que potser era la capella del castell. Finalment, van ingressar al Museu Diocesà i Comarcal de Solsona als anys 30 del segle xx, en plena guerra civil espanyola.
La construcció del campanar a finals del segle xix, és la darrera d'un seguit de modificacions, entre les quals cal fer referència a les que, al segle xviii, afectaren la portada, refeta novament al 1953.

## Arquitectura
És un edifici d'una sola nau coberta amb volta de canó i reforçada per dos arcs torals de mig punt que arrenquen de pilastres i capitells units per una cornisa que ressegueix el perímetre del temple; la nau és capçada a l'est amb un absis semicircular cobert amb volta de quart d'esfera i obert a la nau mitjançant un arc presbiteral en degradació. El transsepte, de construcció posterior, consta de dues capelles cobertes amb voltes de creueria i obertes a la nau per mitjà d'arcs de mig punt en degradació. la capella del costat nord acaba en un petit absis de planta semicircular. A l'interior de la capella oberta a migjorn hi ha una porta que dona accés a la sagristia, la qual és adossada al costat sud de l'absis.
A l'interior del tram central de la nau hi ha dos arcosolis i davant la porta d'entrada, situada al mur sud, hi ha un tercer arcosoli en forma d'absidiola que conté la pila baptismal. La porta d'entrada al temple és feta amb un arc rebaixat i és fruit d'una reforma del segle xviii mentre que el campanar de torre, situat al costat de la porta, fou bastit al segle xix.
La façana oest conserva, d'època romànica, una finestra d'arc de mig punt i de doble esqueixada damunt la qual es pot veure una altra finestra i un ull de bou paredats. El mur de tramuntana és reforçat per dos contraforts. L'absis, de factura clarament romànica, és ornamentat amb dues columnes semicirculars i un fris d'arcuacions llombardes sostingudes per mènsules esculpides que ressegueix la part superior del semicilindre absidal. Al centre de l'absis s'obre una finestra d'arc de mig punt i doble esqueixada, semblant a la de ponent.
L'aparell evidencia la diferència constructiva entre el temple originari i ls construccions afegides posteriorment; així, a l'absis i als murs de la nau l'aparell és de carreus ben escairats i irregulars disposats en filades amb tendència a la uniformitat que palesen una obra del segle xii mentre que a la resta de l'edifici, el parament és de carreuó mal escairat i irregular, disposat en filades desordenades.

### Esteles funeràries
Al cementiri annex a l'església de Llor han estat trobades dues esteles funeràries clavades a terra que poden ser datades a la darreria del segle xii o l'inici del segle xiii. L'una té una alçada visible de 0,27 m, un amplada de 0,45 i un gruix de 0,15 m. El coll superior fa 0,35 m i el coll inferior de peduncle fa 0,18 m. De forma discoïdal amb un lòbul a banda i banda, que donen a la peça una forma bastant insòlita. Té el revers llis i molt erosionat. L'altra estela funerària té una alçada visible de 0,27 m, una amplada de 0,45 m i un gruix de 0,13 m. Té un singular perfil geomètric per la part que és visible, ja que es troba molt endinsada a terra i escantellada. Té, a l'anvers, un bordó perifèric que encercla a dins una creu en baix relleu, mentre que el revers es troba totalment deteriorat.